# Éléonore de Provence
Pour les articles homonymes, voir Aliénor et Éléonore.
Éléonore de Provence (en anglais Eleanor of Provence) ou Aliénor de Provence, née vers 1223 à Aix-en-Provence et morte le 25 juin 1291 en l'abbaye d'Amesbury, est une princesse de Provence. Elle devient reine d'Angleterre du fait de son mariage avec Henri III d'Angleterre. Elle est considérée sainte par l'Église catholique.

## Biographie

### Origines
Éléonore est l'une des filles de Raimond-Bérenger IV, comte de Provence, et de Béatrice de Savoie. Elle est sœur de Marguerite de Provence (future reine de France et épouse de Saint Louis), de Sancie de Provence (future reine des Romains et épouse de Richard de Cornouailles), et de Béatrice de Provence (future reine de Sicile et épouse de Charles d'Anjou-Sicile).

### Mariage
Guillaume de Savoie, évêque de Valence, prépare le mariage de sa nièce, Éléonore avec le roi d’Angleterre, Henri III,. Le contrat de mariage est signé en 1235. Éléonore se rend, accompagnée de nobles, dont son oncle Pierre de Savoie, en Angleterre pour rencontrer son futur époux. Le mariage est célébré dans la cathédrale de Canterbury le 14 janvier 1236,.

### Règne

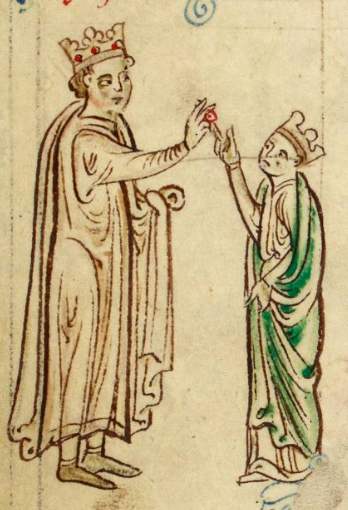
Mariage du roi d’Angleterre, Henri III (roi d'Angleterre) et d'Éléonore de Provence. Historia Anglorum de Matthieu Paris, British Library, Royal 14 C VII (v.1250).

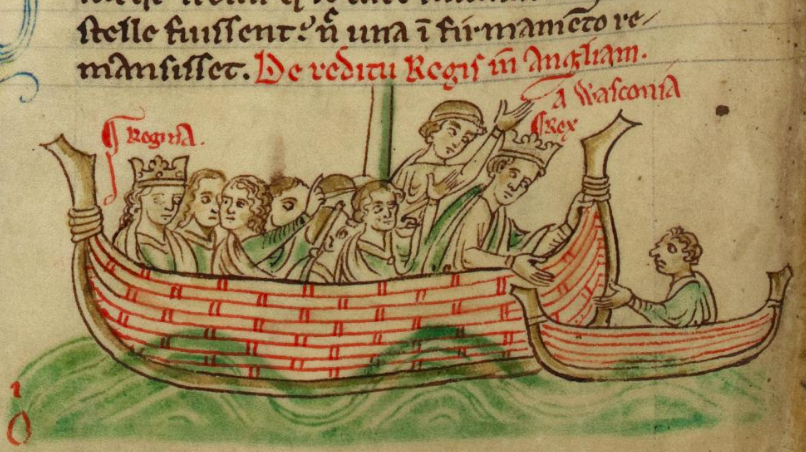
Éléonore (gauche) et son mari Henri III, par Matthieu Paris, vers les années 1250.

Son arrivée à la cour d'Angleterre ne se fait pas sans avoir créé quelques tensions entre les barons anglais et les Savoyards — oncles, cousins, nobles — qui l'accompagnent. Ainsi, l'évêque Guillaume de Savoie devient un proche conseiller du roi, tandis que son frère Boniface obtient le titre d'archevêque de Cantorbéry,,. La médiéviste Louise J. Wilkinson rappelle, par ailleurs, que la reine profite de sa position pour marier les jeunes filles de la faction savoyarde, appartenant à son entourage, à des membres de l'aristocratie anglaise. Alasia, fille du marquis Manfred III de Saluces, épouse ainsi en 1247 le comte Edmund de Lacy.
Alors que son mari part combattre en Gascogne, en 1253, elle régit pendant 10 mois l'Angleterre. Elle est aidée par Richard de Cornouailles. Elle s'occupe notamment du mariage de son fils, Édouard, avec Éléonore de Castille. L'historienne anglaise Margaret Howell considère que cette régence est une preuve de la très grande confiance que lui fait son époux.
Pierre de Savoie, devenu comte, rédige un testament en 1264 dans lequel il fait de sa nièce, Éléonore, l'héritière du comté en cas de décès, avant son frère Philippe, ses neveux et excluant par ailleurs sa propre fille,. Philippe Ier de Savoie lui succédera finalement.
La reine Éléonore signe, à Bordeaux le 26 juillet 1265, une charte de coutume — garantissant aux habitants des droits et avantages — à la bastide de Monségur.
Après la mort de son époux Henri III d'Angleterre en 1272, et à la suite de celles de son petit-fils Henri, et de ses filles Marguerite et Béatrice, elle se retire dans l'abbaye d'Amesbury en 1276, où elle meurt en 1291.

## Famille et descendance
Éléonore de Provence épouse Henri III Plantagenêt, roi d'Angleterre, à Canterbury le 14 janvier 1236, et a neuf enfants :
- Édouard Ier d'Angleterre (1239 – 1307) ;
- Marguerite d'Angleterre (1240 – 1275), qui en 1251 épouse Alexandre III, roi d'Écosse ;
- Béatrice d'Angleterre (1242- 1275), qui épouse Jean II, duc de Bretagne ;
- Edmond de Lancastre, 1er comte de Lancastre (1245 – 1296), qui épouse Aveline de Forz en 1269 puis Blanche d'Artois en 1276 ;
- Richard (1247 – 1256)[18] ;
- Jean (1250 – 1256)[18] ;
- Guillaume (1252 – 1256)[18] ;
- Catherine (25 novembre 1253 – 3 mai 1257) ;
- Henri (1256-1257)[18].

## Religion

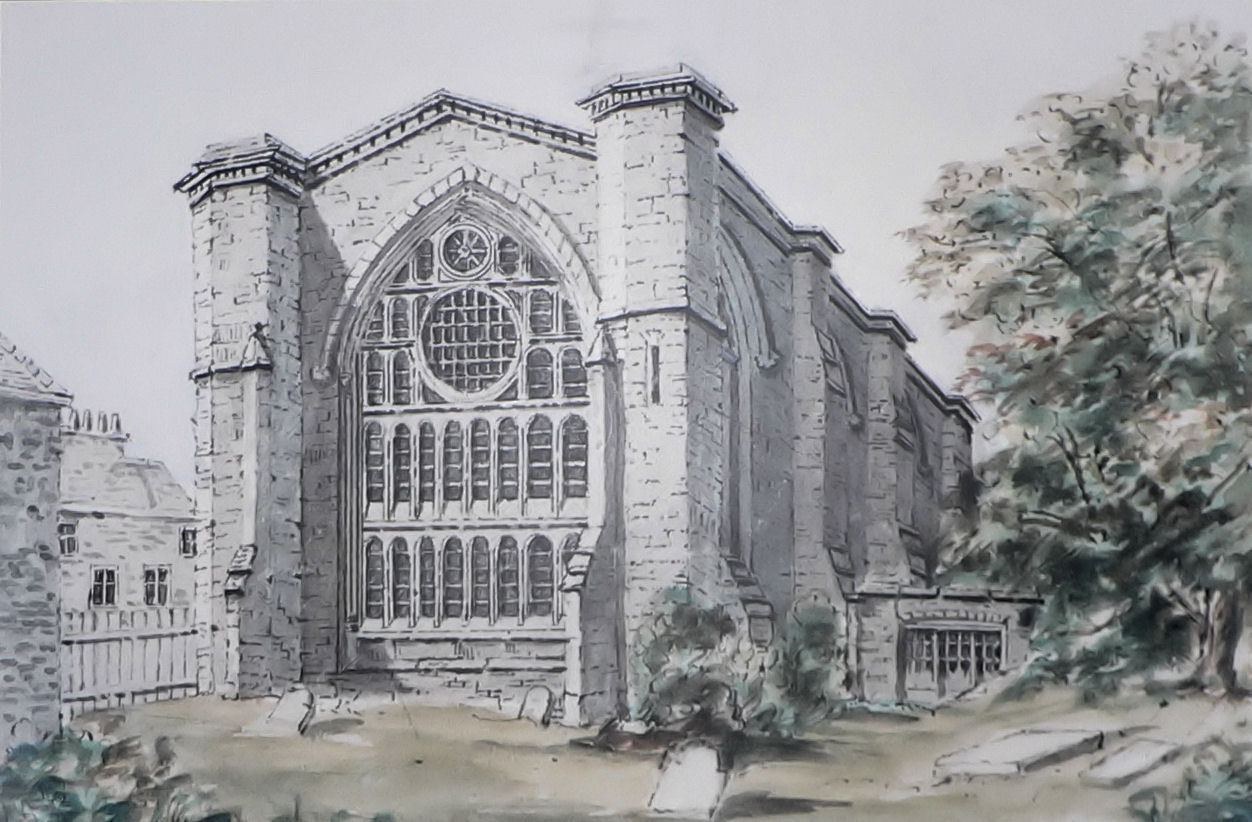
Chapelle de St Katharine's Church.

En 1273, elle accorde une nouvelle Charte à l'hôpital St Katharine's (en),. En 1291, elle fonde le monastère de Guildford Black Friary (en) (comté de Surrey).
Elle devient ainsi célèbre par sa piété, et elle est connue sous le nom de Sainte Éléonore, bien qu'elle ait seulement été béatifiée et non canonisée. On la fête  le 25 juin.